# III. B zona nogometnog prvenstva Hrvatske 1961./62.
III. B zona prvenstva Hrvatske, također i pod nazivima III. zona – Varaždinska grupa, III. zona – B grupa, Zonska liga Čakovec – Varaždin – Koprivnica",  je bila jedna od zona Prvenstva Hrvatske, te liga trećeg stupnja nogometnog prvenstva Jugoslavije u sezoni 1961./62. 
 
Sudjelovalo je 12 klubova, a prvak je bila "Sloga" iz Čakovca.

## Ljestvica
| mj. | klub                 | ut. | pob. | ner. | por. | gol+ | gol- | bod |
| --- | -------------------- | --- | ---- | ---- | ---- | ---- | ---- | --- |
| 1.  | Sloga Čakovec        | 22  | 17   | 2    | 3    | 63   | 24   | 36  |
| 2.  | Mladost Zabok        | 22  | 17   | 1    | 4    | 66   | 22   | 35  |
| 3.  | Slaven Koprivnica    | 22  | 16   | 0    | 6    | 65   | 25   | 32  |
| 4.  | MTČ Čakovec          | 22  | 15   | 1    | 6    | 58   | 29   | 31  |
| 5.  | Oroteks Oroslavje    | 22  | 12   | 1    | 9    | 55   | 38   | 25  |
| 6.  | Trnje Trnovec        | 22  | 9    | 3    | 10   | 43   | 40   | 21  |
| 7.  | Sloboda Varaždin     | 22  | 9    | 2    | 11   | 46   | 41   | 20  |
| 8.  | Zagorec Krapina      | 22  | 7    | 5    | 10   | 31   | 36   | 19  |
| 9.  | Udarnik Kućan Gornji | 22  | 7    | 3    | 12   | 33   | 48   | 17  |
| 10. | Graničar Đurđevac    | 22  | 6    | 1    | 15   | 30   | 78   | 13  |
| 11. | Podravka Koprivnica  | 22  | 2    | 4    | 16   | 24   | 85   | 8   |
| 12. | Polet Pribislavec    | 22  | 3    | 1    | 18   | 22   | 61   | 7   |

## Rezultatska križaljka
| kratica | klub                 | GRA | MLA | MTČ | ORO | POD | POL | SLA | SLOB | SLOG | TRNJ | UDA | ZAG |
| --- | -------------------- | --- | --- | --- | --- | --- | --- | --- | ---- | ---- | ---- | --- | --- |
| GRA | Graničar Đurđevac    |     |     |     |     |     |     |     |      |      |      |     |     |
| MLA | Mladost Zabok        |     |     |     |     |     |     |     |      |      |      |     |     |
| MTČ | MTČ Čakovec          |     |     |     |     |     |     |     |      |      |      |     |     |
| ORO | Oroteks Oroslavje    |     |     |     |     |     |     |     |      |      |      |     |     |
| POD | Podravka Koprivnica  |     |     |     |     |     |     |     |      |      |      |     |     |
| POL | Polet Pribislavec    |     |     |     |     |     |     |     |      |      |      |     |     |
| SLA | Slaven Koprivnica    |     |     |     |     |     |     |     |      |      |      |     |     |
| SLOB | Sloboda Varaždin     |     |     |     |     |     |     |     |      |      |      |     |     |
| SLOG | Sloga Čakovec        |     |     |     |     |     |     |     |      |      |      |     |     |
| TRNJ | Trnje Trnovec        |     |     |     |     |     |     |     |      |      |      |     |     |
| UDA | Udarnik Kućan Gornji |     |     |     |     |     |     |     |      |      |      |     |     |
| ZAG | Zagorec Krapina      |     |     |     |     |     |     |     |      |      |      |     |     |
| |                      |     |     |     |     |     |     |     |      |      |      |     |     |
| podebljan rezultat - utakmice od 1. do 11. kola (1. utakmica između klubova) rezultat normalne debljine - utakmice od 12. do 22. kola (2. utakmica između klubova) rezultat nakošen - nije vidljiv redoslijed odigravanja međusobnih utakmica iz dostupnih izvora rezultat smanjen * - iz dostupnih izvora nije uočljiv domaćin susreta prekrižen rezultat - poništena ili brisana utakmica p - utakmica prekinuta 3:0 p.f. / 0:3 p.f. - rezultat 3:0 bez borbe |                      |     |     |     |     |     |     |     |      |      |      |     |     |

 Izvori:

## Poveznice
- Podsavezna liga Čakovec 1961./62.
- Podsavezna liga Koprivnica 1961./62.
- Podsavezna liga Varaždin 1961./62.
- Nogometna zona Rijeka – Pula 1961./62.
- Dodatak:Slavnska zona 1961./62.
- Zagrebačka zona 1961./62.